# Agnes Bernauer
Agnes Bernauer (circa 1410 – Straubing, 12 ottobre 1435) fu l'amante e forse la prima moglie del duca Alberto III di Baviera.

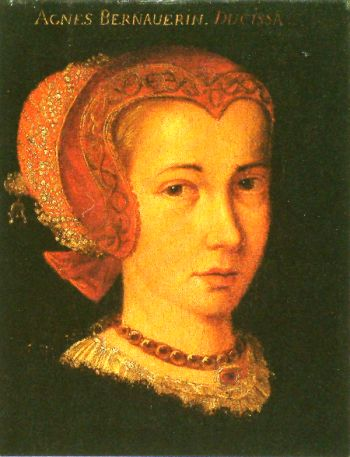
Ritratto di Agnes Bernauer, copia del 18º secolo di un dipinto del 16º secolo

Il duca Ernesto di Baviera-Monaco, padre di Alberto, non approvando la relazione del figlio con una donna di umili origini, la fece condannare per stregoneria e annegare nel Danubio. La storia di Agnes Bernauer ispirò diverse opere letterarie e musicali, tra cui l'omonima tragedia di Friedrich Hebbel e il melodramma Die Bernauerin, del compositore Carl Orff.

## Biografia
Non è noto quasi nulla dell'infanzia e della giovinezza di Agnes. Nacque probabilmente intorno al 1410, e si ritiene che fosse figlia del barbiere-chirurgo di Augusta Kaspar Bernauer, il quale gestiva anche un bagno pubblico nella città. Dal momento che Alberto III di Baviera partecipò ad un torneo ad Augusta nel febbraio 1428, è possibile che il duca abbia frequentato lo stabilimento balneare di Kaspar Bernauer, e che lì abbia conosciuto sua figlia, che all'epoca aveva 17 o 18 anni e possedeva bellissimi capelli biondi.
Poco tempo dopo il duca Alberto portò Agnes con sé a Monaco di Baviera. Un registro delle tasse di Monaco del 1428 cita una "Pernawin" tra le persone del seguito della casa reale, probabilmente un riferimento ad Agnes Bernauer.
Nell'estate del 1432 quale amante del duca Agnes era una presenza fissa della corte. Un documento ufficiale, che riporta esplicitamente il nome Agnes Bernauer, cita il fatto che la donna si adirò quando il barone ladro Münnhawser fuggì e si rifugiò nella Vecchia residenza al centro di Monaco, e contribuì al suo arresto. A corte Agnes era così sicura di sé che la sua presenza faceva indispettire la contessa Beatrice, sorella di Alberto. È possibile che all'epoca i due amanti si fossero anche sposati segretamente, ma non esistono documenti storici che lo confermino.
Tra il 1432 e il 1433 il duca Alberto si trasferì con Agnes nel Castello di Blutenburg, poco fuori Monaco di Baviera. A conferma che i due amanti vivessero lì insieme vi è il fatto che nel 1433 Bernauer acquistò a suo nome due fattorie vicino al castello. Durante quel periodo Alberto governò la regione di Straubing per conto di suo padre, ma in modo molto indipendente. Non vi sono riscontri sul fatto che la coppia abbia avuto dei figli.

## La morte e conseguenze

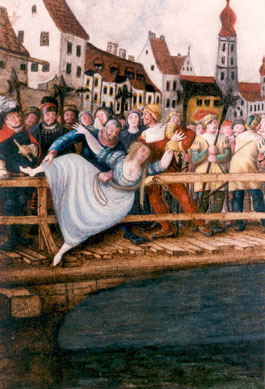
Raffigurazione del XV secolo dell'esecuzione di Agnes Bernauer

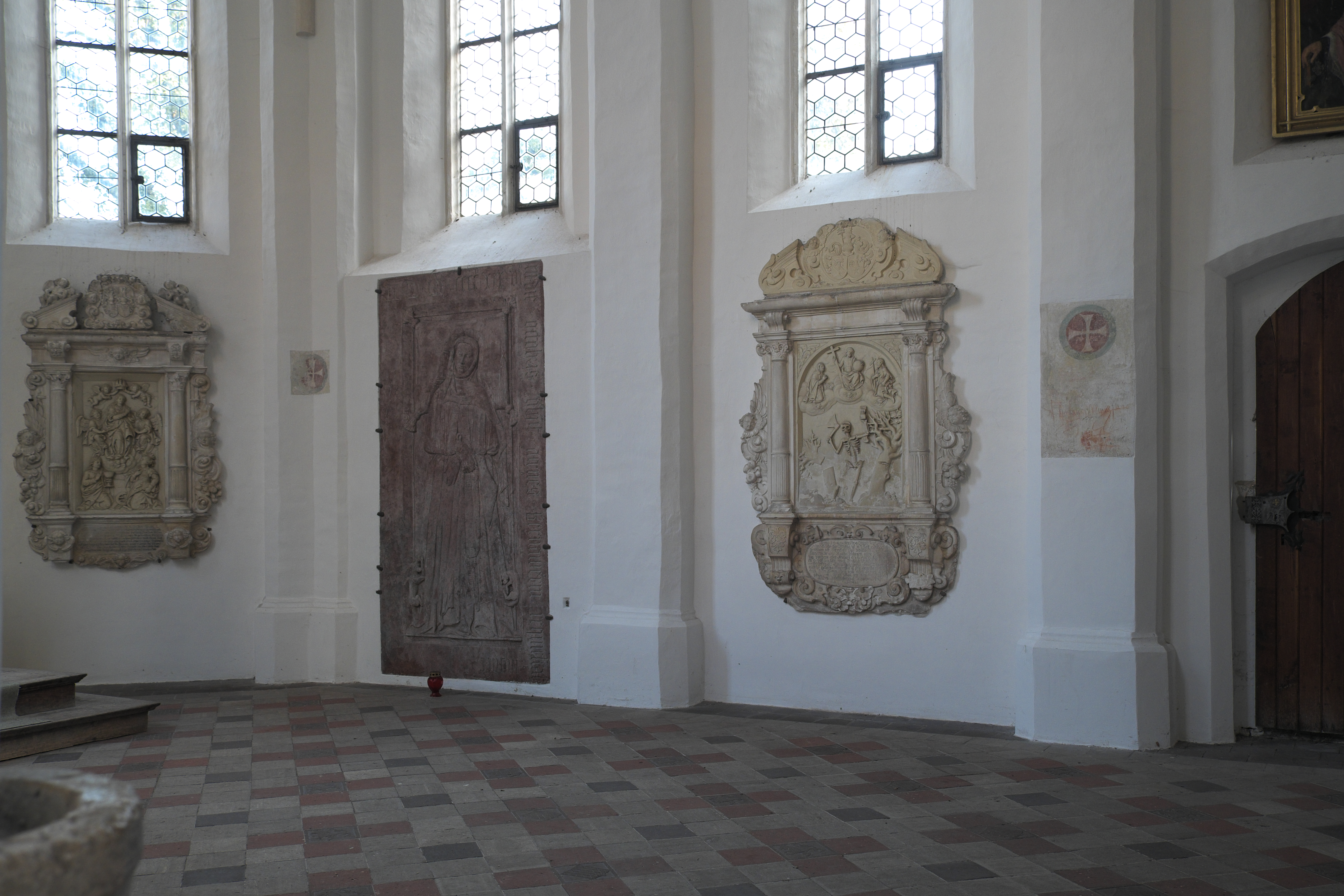
La lapide raffigurante Agnes Bernauer nella cappella a lei dedicata

Il duca Ernesto di Baviera-Monaco non vedeva di buon occhio la relazione del figlio e l'influenza che Agnes aveva su di lui: benché all'epoca gli stabilimenti balneari pubblici erano piuttosto diffusi e spesso chi li gestiva era in grado di curare piccole ferite e praticare salassi, i bagni erano anche luoghi di incontri con le prostitute, e la figlia del gestore di uno stabilimento balneare non era certo un partito adatto ad un futuro duca. Inoltre, se i due amanti si erano veramente sposati in segreto, questo comprometteva la possibilità di un matrimonio che portasse alla casata ricchezze e alleanze politiche, e metteva a rischio la possibilità di Alberto di avere degli eredi legittimi.
Nell'ottobre 1435, approfittando dell'assenza di Alberto, il quale era impegnato in una battuta di caccia organizzata dal suo parente Enrico XVI di Baviera-Landshut, il duca Ernesto fece arrestare Agnes con l'accusa di stregoneria. Dopo un processo sommario la donna venne giudicata colpevole e condannata a morte. Il 12 ottobre del 1435 venne quindi legata e spinta giù da un ponte sul Danubio vicino a Straubing.

Il cronista contemporaneo Andrea da Ratisbona raccontò che, dopo essere caduta in acqua, Agnes riuscì faticosamente a raggiungere la riva e a chiedere aiuto, ma uno dei torturatori le avvolse un palo tra i capelli, spingendola sott'acqua fino a farla annegare.
Appreso quanto era accaduto Alberto si recò alla corte di Ludovico VII di Baviera-Ingolstadt, meditando di muovere guerra contro il padre e sperando nel supporto di Ludovico. Alcuni mesi più tardi, probabilmente grazie all'intercessione dell'imperatore Sigismondo di Lussemburgo, padre e figlio si riconciliarono, e in seguito Alberto si sposò con Anna di Braunschweig-Grubenhagen.
Nel dicembre 1435 Alberto fece celebrare una messa perpetua ed una commemorazione annuale in memoria della sua amata presso il convento carmelitano di Straubing, e nel 1436 il duca Ernesto, probabilmente per fare ammenda, fece costruire una cappella dedicata ad Agnes Bernauer nel cimitero della chiesa di San Pietro a Straubing. Su un muro all'interno della cappella è presente una lapide che raffigura Agnes, mentre non si conosce il luogo dove è stato sepolto il suo corpo.

## Nelle arti e nella letteratura

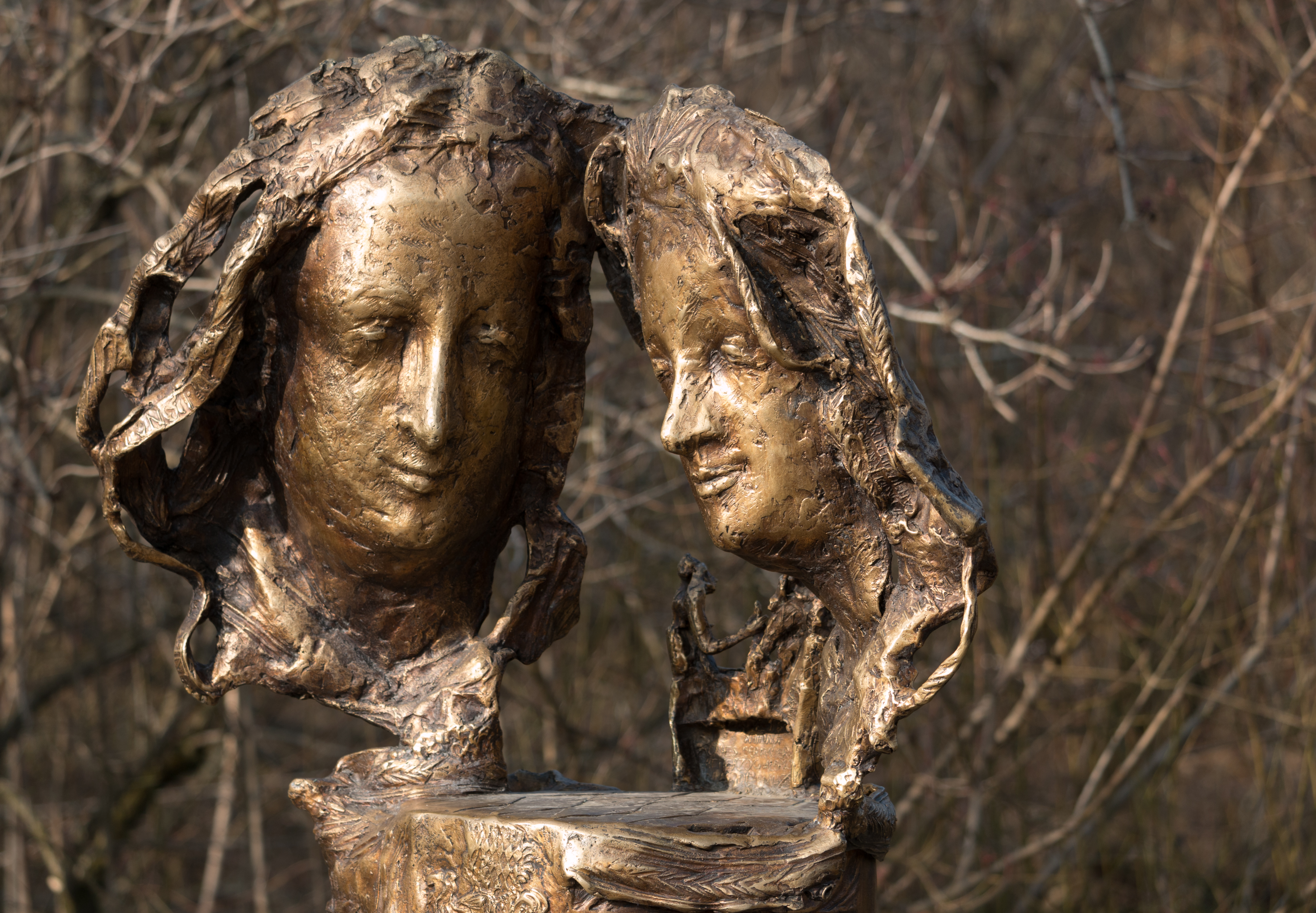
La statua con i volti di Agnes e Alberto nel parco del castello di Blutenburg

Nei secoli successivi la tragica storia di Agnes Bernauer ha ispirato diverse opere d'arte, letterarie e musicali. Le prime canzoni popolari risalgono addirittura al XV secolo, mentre l'opera Agnes Bernauer, Vaterländisches Schauspiel di Joseph August Graf von Törring venne pubblicata nel 1780.
Nel 1851 il poeta e drammaturgo Friedrich Hebbel pubblicò Agnes Bernauer, dove racconta la storia dei due amanti vittime della ragion di stato., mentre nel 1947 Carl Orff scrisse e musicò il melodramma Die Bernauerin, e a queste due opere in particolare si deve la diffusione della storia di Agnes Bernauer anche al di fuori della Germania.
Nel 1935 Eugen Hubrich ha scritto l'opera teatrale all'aperto Die Agnes Bernauer zu Straubing, messa in scena diverse volte in particolare durante il festival Agnes Bernauer di Straubing. Nel 1995 Johannes Reitmeier e Thomas Stammberger hanno creato una nuova opera storica in per il Festival, in sostituzione di quella di Hubrich. Il festival Agnes Bernauer si tiene a Straubing ogni 4 anni, e attira fino a 20.000 visitatori
Altre opere a lei dedicate sono state scritte dalla viaggiatrice e scrittrice britannica Mariana Starke, dal compositore austriaco Felix Mottl, dallo scrittore tedesco Martin Greif e dal drammaturgo Franz Xaver Kroetz. Il film La strega del Rodano (Le Jugement de Dieu il titolo originale in francese), diretto nel 1952 da Raymond Bernard, è basato sulla sua storia.
Nel 2013 una statua in bronzo opera della scultore Joseph Michael Neustifter raffigurante i volti di Agnes Bernauer e di Alberto III di Baviera è stata posta nel parco del castello di Blutenburg.
Ad Agnes Bernauer è stato anche dedicato un ponte a Straubing, inaugurato nel 1981, strade a Monaco di Baviera e ad Augusta e un ibrido di rosa tea.